# Larry Anderson
Larry Anderson (né le 22 septembre 1952) est un acteur, présentateur et magicien américain.

## Biographie
Larry Anderson commence comme assistant du magicien Mark Wilson en 1973, et est immédiatement engagé sur le tournage de Le Magicien (avec Bill Bixby ), assistant Wilson en tant que coordinateur magique du spectacle. Il est ensuite apparu dans plusieurs séries télévisées et films. Il est connu pour sa participation non créditée dans l'épisode pilote de la série télévisée à succès des années 1980 K 2000 tenant le rôle de Michael Long, personnage qui reçoit une balle dans le visage, subi une chirurgie plastique et est renommé Michael Knight plus tard dans l'épisode. Sa voix a été doublée par David Hasselhoff qui a repris le rôle pour le reste de la série.
Les autres rôles d'Anderson à la télévision incluent L'Homme qui valait trois milliards, Drôles de dames et The Amazing Spider-Man (tous en 1977) ; la série télévisée de courte durée Brothers and Sisters en 1979 ; et le feuilleton Days of Our Lives en 1987, dans lequel il apparaît dans le rôle de James Dixon.
En 1980, il est contacté par Bonnie MacBird  pour tourner des séquences de tests sur fond bleu pour le projet de film Tron (1982).
Il a également présenté trois jeux télévisés, le premier étant une reprise de Truth or Consequences en 1987, The Big Spin de 1995 à 1996 et Trivia Track sur GSN pendant quelques mois. Il a également joué le gendre de Lucille Ball dans la courte série Life With Lucy.
Les apparitions d'Anderson au cinéma incluent Martians Go Home (1990), Eve of Destruction (1991) et Star Trek : Insurrection (1998) dans le rôle d'un officier de Tarlac.
Il a fait des apparitions dans des émissions de télévision, notamment Happy Days, L'Agence tous risques, Mork and Mindy, Matlock, Matt Houston (épisode de 1984, « Apostle of Death ») et Newport Beach Anderson a également interprété Ronald McDonald dans au moins une publicité télévisée pour McDonald's.
Anderson a également animé une émission de radio Internet hebdomadaire sur « Shokus Internet Radio » créée par le producteur de jeux télévisés Ron Greenberg intitulée Anyone Can Play... Mais ne nous appelez pas, nous vous appellerons ! de 2006 à 2008
Il est également connu pour la collection vidéo « JawDroppers », une série d'instructions magiques de niveau débutant à intermédiaire (ensemble de 5 volumes) tournée sous deux perspectives, en tant que personne divertie et en tant qu'artiste.

## Filmographie
- Martians Go Home (1989) - Présentateur de nouvelles
- L'Ange de la destruction (1991) - Homme d'affaires BMW
- Star Trek : Insurrection (1998) - Officier de Tarlac
- Puis-je bénéficier d’une protection de témoin ? (2017) - Administrateur de banque